# Be Easy (T.I.)
Be Easy is de tweede single van Trap Muzik, het tweede album van de Amerikaanse rapper T.I.. Het nummer werd uitgebracht in september 2003 door het platenlabel Atlantic en werd geproduceerd door DJ Toomp. Het nummer behaalde de 55e positie in de Billboard Hot R&B/Hip-Hop Songs. De videoclip weergeeft een man die neergeschoten is en achtergelaten is om te sterven. Nadat de ambulance arriveert, speelt de video zich achterstevoren af, zodat de kijker ziet hoe hij neergeschoten is, en waarom.